# Kylfingar
A Kylfingar magyar folk-metal zenekar.

## Története
Az együttes 2012-ben alakult Jászságon, "Asgard" néven. Egy évvel később, 2013-ban Kylfingar-ra változtatták. Nevüket egy skandináv eredetű népről kapták. Magyarul ezt a népet kölpényeknek hívják. Első kiadványuk egy EP volt 2013-ban, melyet egy évvel később követett az első nagylemez. 2016-ban két kislemezt is piacra dobtak "Jötünheim kürtjei" és "Örök vadászat" címmel. 2018-ban újabb nagylemezt jelentettek meg. Csak magyar nyelven énekelnek.

## Tagjai
- Grócz Viktor
- Lakatos Gergő
- Váczi Viktor
- Horváth Bence
- Mikola Péter
- Bálint Eszter

## Diszkográfia
- Észak népe (EP, 2013)
- Halhatatlanok (nagylemez, 2014)
- Jötünheim kürtjei (kislemez, 2016)
- Örök vadászat (kislemez, 2016)
- Világok határán (nagylemez, 2018)